# جامع المأمون (بغداد)
جامع المأمون من مساجد بغداد القديمة التي تقع في جانب الكرخ في منطقة الداوودي، في تقاطع البكر حيث ملاقاة شارع الأردن وبداية شارع 14 رمضان. شُيّد الجامع في عام 1959، بعد أن بُنيَّ تنفيذًا لوصية الحاجة ماهية بنت حويز بن نجيب بن سعودي التكريتي وقد عُرف باسم جامع السَّعودي (بفتح السين) نسبةً لها. هُدّم الجامع من أجل إعادة إعماره في عام 2012، وأعيد افتتاحه بحلته الجديدة يوم 25 رمضان عام 2021. من الأحداث المهمة في تاريخ المسجد أن أعضاء حركة 8 شباط 1963 قاموا بإذاعة بيان الانقلاب من خلال سماعات المسجد.